# Адлерсхоф
Эта статья — о районе Берлина. Об одноимённом остановочном пункте см. Адлерсхоф (платформа)
Адлерсхо́ф (нем. Adlershof) — административный район в округе Трептов-Кёпеник Берлина.
Район сейчас известен как «город науки, технологий и средств массовой информации». Ранее в этом районе располагалось лётное поле Йоханнисталь (нем. Flugplatz Johannisthal), с которого был запущен первый моторный самолёт Германии. В 1912 году Немецкий институт экспериментальной авиации (нем. Deutsche Versuchsanstalt für Luftfahrt, DVL) построил в Адлерсхофе свою штаб-квартиру. Лаборатории и испытательные стенды, установленные в 20-х и 30-х годах XX века, сейчас являются историческими памятниками.
В 1918 году на аэродроме Адлерсхофа была проведена серия конкурсов истребителей различной конструкции, которые должны были усилить немецкую авиацию во время Первой мировой войны. После Второй мировой войны аэропорт был закрыт.
В 1945 году радиовещательное оборудование из Адлерсхофа было вывезено в СССР. В 1952 году из Адлерсхофа началось вещание телевидения ГДР.
Одна из улиц Адлерсхофа носит имя советского учёного-физика Абрама Фёдоровича Иоффе (нем. Abram-Joffe Straße).